# 苗錫誠
苗錫誠（William Livingstone "Bill" Siksay，1955年3月11日—），加拿大政治人物，2004年至2011年間以加拿大新民主黨黨員身份擔任加拿大國會下議院議員，代表卑詩省的本拿比—道格拉斯選區。他是首位於選舉前已經公開承認同性戀身份而成功當選的國會下議院議員。

## 早年和個人生活
苗錫誠生於加拿大安大略省奧沙華市，在當地的麥拉夫連中學暨職業學院（McLaughlin Collegiate and Vocational Institute）就讀中學，畢業後進入多倫多大學進修學士課程，1978年畢業。他期後到附屬卑詩大學的溫哥華神學院修讀神學碩士學位，並曾計劃成為加拿大聯合教會的牧師。期間他主動公開自己同性戀者的身份，為有意成為牧師人士中的少數。他未有完成該學位或成為牧師，但仍為該教會的會友。多年來他在教會不斷地宣揚爭取同性戀者權益和平等的訊息，在爭取世人接受同性戀的態度上作出了重大貢獻。
苗錫誠與伴侶伯克（Brian Burke）居於本拿比；伯克於高貴林港的聖三一聯合教堂擔任牧師。

## 從政
苗錫誠從1980年代中在前本拿比—道格拉斯選區國會下議院議員羅思安的議員辦公室工作長達18年，職責是協助羅思安處理選區事務，例如在競選期間拉票或替政黨宣傳等。跟苗錫誠一樣，羅思安也是一位主動公開自己男同性戀者身份的人。1997年聯邦大選，苗錫誠首次代表新民主黨出戰溫哥華中選區，但被代表聯邦自由黨的費凱迪擊敗而未能成為國會議員。
2004年，羅思安因為偷竊鑽戒的醜聞而放棄在同年聯邦大選中競逐連任。作為羅思安下屬以及忠實支持者，苗錫誠決心代替其位置，於該屆大選代表新民主黨出戰道格拉斯選區並取得勝利，晉身國會下議院，並在其首屆國會議員任期間出任新民主黨的人權、加西經濟多樣化、和公民及移民事務評議員。
苗錫誠於2006年聯邦大選成功連任，從2006年-11年間任新民主黨的LGBT事務評議員，並於2007年-08年間兼任該黨的加拿大祖裔文化、房屋、和文化產業評議員。他於2008年第三次參與聯邦大選，以微弱票數擊敗代表聯邦保守黨的華裔候選人梁英年，再度成功連任。除了LGBT事務外，他也在該屆國會兼任新民主黨的道德、資訊獲取、和私隱事務評議員。
2010年12月16日，苗錫誠宣布不會於來屆聯邦大選出戰，其席位於2011聯邦大選中由同屬新民主黨的甘迺迪贏取。苗錫誠從2014年起出任聖公會新西敏教區主教的行政助理。